# 蘇格希爾 (喬治亞州)
蘇格希爾（英語：Sugar Hill）是一個位於美國喬治亞州格威內特縣的城市。

## 地理
蘇格希爾的座標為34°06′08″N 84°02′39″W / 34.10222°N 84.04417°W，而該地的平均海拔高度為350米（即1148英尺）。

## 人口
根據2010年美國人口普查的數據，蘇格希爾的面積為27.53平方千米，當中陸地面積為27.44平方千米，而水域面積為0.09平方千米。當地共有人口18522人，而人口密度為每平方千米672.79人。